# Los Guájares
Los Guájares – gmina w Hiszpanii, w prowincji Grenada, w Andaluzji, o powierzchni 89,32 km². W 2011 roku gmina liczyła 1170 mieszkańców.
Pierwszymi osadnikami byli prawdopodobnie Almohadowie, którzy mieszkali w domach wiejskich.